# Аарон Міллер
Аарон Міллер (англ. Aaron Miller, нар. 11 серпня 1971, Баффало) — американський хокеїст, що грав на позиції захисника. Грав за збірну команду США.
Провів понад 700 матчів у Національній хокейній лізі. 

## Ігрова кар'єра
Хокейну кар'єру розпочав 1987 року в складі клубу «Ніагара Сценікс» за який відіграв два сезони. Надалі провів чотири сезони провів в університетський лізі за команду з Вермонту. 
1989 року був обраний на драфті НХЛ під 88-м загальним номером командою «Нью-Йорк Рейнджерс». 
Протягом професійної клубної ігрової кар'єри, що тривала 16 років, захищав кольори команд «Квебек Нордікс», «Колорадо Аваланч», «Лос-Анджелес Кінгс» та «Ванкувер Канакс».
Загалом провів 757 матчів у НХЛ, включаючи 80 ігор плей-оф Кубка Стенлі.
Виступав за збірну США, провів 27 ігор в її складі. У складі збірної здобув срібну медаль на Олімпійських іграх 2002 та бронзову нагороду на чемпіонаті світу 2004. 

## Статистика

### Клубні виступи
| Сезон        | Клуб                 | Ліга         | Регулярний сезон | Регулярний сезон | Регулярний сезон | Регулярний сезон | Регулярний сезон | Плей-оф | Плей-оф | Плей-оф | Плей-оф | Плей-оф |
| Сезон        | Клуб                 | Ліга         | І                | Г                | П                | О                | ШХ               | І       | Г       | П       | О       | ШХ      |
| ------------ | -------------------- | ------------ | ---------------- | ---------------- | ---------------- | ---------------- | ---------------- | ------- | ------- | ------- | ------- | ------- |
| 1987-88      | «Ніагара Сценікс»    | НАХЛ         | 30               | 4                | 9                | 13               | 2                | —       | —       | —       | —       | —       |
| 1988-89      | «Ніагара Сценікс»    | НАХЛ         | 59               | 24               | 38               | 62               | 60               | —       | —       | —       | —       | —       |
| 1989–90      | Університет Вермонт  | НКАА         | 31               | 1                | 15               | 16               | 24               | —       | —       | —       | —       | —       |
| 1990–91      | Університет Вермонт  | НКАА         | 30               | 3                | 7                | 10               | 22               | —       | —       | —       | —       | —       |
| 1991–92      | Університет Вермонт  | НКАА         | 31               | 3                | 16               | 19               | 36               | —       | —       | —       | —       | —       |
| 1992–93      | Університет Вермонт  | НКАА         | 30               | 4                | 13               | 17               | 16               | —       | —       | —       | —       | —       |
| 1993–94      | «Корнвол Ейсес»      | АХЛ          | 64               | 4                | 10               | 14               | 49               | 13      | 0       | 2       | 2       | 10      |
| 1993–94      | «Квебек Нордікс»     | НХЛ          | 1                | 0                | 0                | 0                | 0                | —       | —       | —       | —       | —       |
| 1994–95      | «Корнвол Ейсес»      | АХЛ          | 76               | 4                | 18               | 22               | 69               | —       | —       | —       | —       | —       |
| 1994–95      | «Квебек Нордікс»     | НХЛ          | 9                | 0                | 3                | 3                | 6                | —       | —       | —       | —       | —       |
| 1995–96      | «Корнвол Ейсес»      | АХЛ          | 62               | 4                | 23               | 27               | 77               | 8       | 0       | 1       | 1       | 6       |
| 1995–96      | «Колорадо Аваланч»   | НХЛ          | 5                | 0                | 0                | 0                | 0                | —       | —       | —       | —       | —       |
| 1996–97      | «Колорадо Аваланч»   | НХЛ          | 56               | 5                | 12               | 17               | 15               | 17      | 1       | 2       | 3       | 10      |
| 1997–98      | «Колорадо Аваланч»   | НХЛ          | 55               | 2                | 2                | 4                | 51               | 7       | 0       | 0       | 0       | 8       |
| 1998–99      | «Колорадо Аваланч»   | НХЛ          | 76               | 5                | 13               | 18               | 42               | 19      | 1       | 5       | 6       | 10      |
| 1999–00      | «Колорадо Аваланч»   | НХЛ          | 53               | 1                | 7                | 8                | 36               | 17      | 1       | 1       | 2       | 6       |
| 2000–01      | «Колорадо Аваланч»   | НХЛ          | 56               | 4                | 9                | 13               | 29               | —       | —       | —       | —       | —       |
| 2000–01      | «Лос-Анджелес Кінгс» | НХЛ          | 13               | 0                | 5                | 5                | 14               | 13      | 0       | 1       | 1       | 6       |
| 2001–02      | «Лос-Анджелес Кінгс» | НХЛ          | 74               | 5                | 12               | 17               | 54               | 7       | 0       | 0       | 0       | 0       |
| 2002–03      | «Лос-Анджелес Кінгс» | НХЛ          | 49               | 1                | 5                | 6                | 24               | —       | —       | —       | —       | —       |
| 2003–04      | «Лос-Анджелес Кінгс» | НХЛ          | 35               | 1                | 2                | 3                | 32               | —       | —       | —       | —       | —       |
| 2005–06      | «Лос-Анджелес Кінгс» | НХЛ          | 56               | 0                | 8                | 8                | 27               | —       | —       | —       | —       | —       |
| 2006–07      | «Лос-Анджелес Кінгс» | НХЛ          | 82               | 0                | 8                | 8                | 60               | —       | —       | —       | —       | —       |
| 2007–08      | «Ванкувер Канакс»    | НХЛ          | 57               | 1                | 8                | 9                | 32               | —       | —       | —       | —       | —       |
| Усього в НХЛ | Усього в НХЛ         | Усього в НХЛ | 677              | 25               | 94               | 119              | 422              | 80      | 3       | 9       | 12      | 40      |

### Збірна
| Рік                | Команда            | Турнір             | Місце              | І  | Г | П | О | ШХ |
| ------------------ | ------------------ | ------------------ | ------------------ | -- | - | - | - | -- |
| 1991               | США                | МЧС                | 4-е                | 8  | 1 | 1 | 2 | 0  |
| 2002               | США                | ОІ                 | 2                  | 6  | 0 | 0 | 0 | 4  |
| 2004               | США                | ЧС                 | 3                  | 9  | 0 | 1 | 1 | 4  |
| 2004               | США                | КС                 | 4-е                | 5  | 0 | 0 | 0 | 4  |
| 2005               | США                | ЧС                 | 6-е                | 7  | 0 | 2 | 2 | 6  |
| 2006               | США                | ОІ                 | 8-е                | —  | — | — | — | —  |
| Молодіжна збірна   | Молодіжна збірна   | Молодіжна збірна   | Молодіжна збірна   | 8  | 1 | 1 | 2 | 0  |
| Національна збірна | Національна збірна | Національна збірна | Національна збірна | 27 | 0 | 3 | 3 | 18 |